# Alan Lee
Alan Lee (20 de agosto de 1947) é um artista plástico inglês que trabalha principalmente como ilustrador de obras de ficção. Ele é ganhador de diversos prêmios, e se tornou notório por seus trabalhos realizados em parceria com Christopher Tolkien nas obras de seu pai, J.R.R. Tolkien, em especial no livro póstumo Filhos de Húrin e na edição centenária de Tolkien de O Senhor dos Anéis, em 1992.
Alan também foi de grande importância na trilogia cinematográfica de Peter Jackson, O Senhor dos Anéis no qual seus esboços serviram para a criação dos cenários da Terra Média